# John Restrepo
John Javier Restrepo Pérez (Medellín, Antioquia, Colombia, 22 de agosto de 1977), más conocido como Choronta Restrepo, es un exfutbolista colombiano. Jugaba como centrocampista.

## Trayectoria

### Independiente Medellín
Llegó al Independiente Medellín proveniente de Realtex, un club del fútbol aficionado que surtía en los años 90 las divisiones menores del "Poderoso".
Su debut oficial con el Independiente Medellín en la Categoría Primera A fue el 18 de octubre de 1999, con victoria 2 por 0 ante Envigado. 
En este primer periodo de "Choronta" en el club jugó 170 partidos y anotó 8 goles, además, consiguió el subcampeonato en el Campeonato colombiano 2001 ante el América de Cali, el campeonato Torneo Finalización 2002 como capitán y además, fue una de las máximas figuras del club en el destacado 3º Lugar en la Copa Libertadores 2003.

### México
A mediados de 2003 se va del Medellín y da un paso por el fútbol Mexicano, en los clubes Cruz Azul donde jugó 104 partidos, Tigres y Tiburones de Veracruz, termina su paso por México con un saldo de 166 partidos y 11 goles marcados en 5 años.

### Regreso a Medellín
En julio de 2008, se confirma su regreso al Independiente Medellín, comenzando así su segundo ciclo por el club "poderoso", durante esta etapa logra el Subcampeonato en el Torneo Finalización 2008 ante el América de Cali y el Campeonato en el Torneo Finalización 2009 consiguiendo así la quinta conquista del "rojo paisa", además, disputa la Copa Libertadores 2009 y la Copa Libertadores 2010.
3 años después de su retorno al club que lo vio nacer como futbolista, en mayo de 2012 presenta su carta de renuncia, por diferencias con los directivos del club e incumplimiento de pagos. Terminando así su ciclo por el "Rojo de la montaña" con 349 partidos disputados, ubicado como el 3º jugador con más partidos disputados, solo por detrás de Héctor "Canocho" Echeverri (457) y Ricardo Calle (415).
"Choronta" Restrepo es considerado por muchos el máximo ídolo en la historia del Deportivo Independiente Medellín, por su entrega y su amor a la camiseta.

### Águilas Doradas
A pesar de tener ofertas para jugar en la MLS, el 16 de julio de 2012 decide firmar contrato con Itagüí F.C. por un año.

## Selección nacional
Ha sido internacional con la Selección de fútbol de Colombia en la Copa América 2001 en la cual se coronó campeón. También disputó las eliminatorias de los mundiales Corea-Japón 2002 y Alemania 2006, en las cuales logró 2 goles.

### Goles internacionales
| # | Fecha              | Lugar                                    | Rival   | Gol | Resultado | Competición                            |
| - | ------------------ | ---------------------------------------- | ------- | --- | --------- | -------------------------------------- |
| 1 | 6 de junio de 2004 | Metropolitano Roberto Meléndez, Colombia | Uruguay | 4-0 | 5-0       | Eliminatorias Mundial de Alemania 2006 |
| 2 | 4 de junio de 2005 | Metropolitano Roberto Meléndez, Colombia | Perú    | 4-0 | 5-0       | Eliminatorias Mundial de Alemania 2006 |

### Participaciones enCopas Oro
| Torneo              | Sede                    | Resultado        | PJ | GA | Asis |
| ------------------- | ----------------------- | ---------------- | -- | -- | ---- |
| Copa de Oro de 2003 | Estados Unidos y México | Cuartos de final | 3  | 0  | 0    |

### Participaciones enCopas América
| Torneo            | Sede     | Resultado | PJ | GA | Asis |
| ----------------- | -------- | --------- | -- | -- | ---- |
| Copa América 2001 | Colombia | Campeón   | 3  | 0  | 0    |

### Participaciones enEliminatorias al Mundial
| Eliminatoria                                | Sede del Mundial       | Posición               | Resultado              | PJ | GA | Asis |
| ------------------------------------------- | ---------------------- | ---------------------- | ---------------------- | -- | -- | ---- |
| Eliminatorias Mundial de Corea y Japón 2002 | Corea del Sur y Japón  | 6°lugar 27pts          | Eliminado              | 3  | 0  | 0    |
| Eliminatorias Mundial de Alemania 2006      | Alemania               | 6°lugar 24pts          | Eliminado              | 13 | 2  | 0    |
| Total en Eliminatorias                      | Total en Eliminatorias | Total en Eliminatorias | Total en Eliminatorias | 16 | 2  | 0    |

## Clubes

### Como jugador
| Club                   | País     | Año         |
| ---------------------- | -------- | ----------- |
| Independiente Medellín | Colombia | 1999 - 2003 |
| Cruz Azul              | México   | 2003 - 2006 |
| Tigres UANL            | México   | 2006 - 2007 |
| Veracruz               | México   | 2007 - 2008 |
| Independiente Medellín | Colombia | 2008 - 2012 |
| Águilas Doradas        | Colombia | 2012 - 2014 |
| Celaya                 | México   | 2015 - 2016 |
| Águilas Doradas        | Colombia | 2017        |

### Otros cargos
| Club            | País     | Año         | Rol               |
| --------------- | -------- | ----------- | ----------------- |
| Águilas Doradas | Colombia | 2018 - 2021 | Gerente deportivo |

## Estadísticas como jugador

### Clubes
| Club                              | Div.          | Temporada     | Liga  | Liga  | Copa Nacional | Copa Nacional | Copa Internacional | Copa Internacional | Total | Total |
| Club                              | Div.          | Temporada     | Part. | Goles | Part.         | Goles         | Part.              | Goles              | Part. | Goles |
| --------------------------------- | ------------- | ------------- | ----- | ----- | ------------- | ------------- | ------------------ | ------------------ | ----- | ----- |
| Independiente Medellín · Colombia |               |               |       |       |               |               |                    |                    |       |       |
| 1.ª                               | 1999          | 40            | 1     | -     | -             | -             | -                  | 40                 | 1     |       |
| 1.ª                               | 2000          | 38            | 2     | -     | -             | -             | -                  | 38                 | 2     |       |
| 1.ª                               | 2001          | 37            | 0     | -     | -             | -             | -                  | 37                 | 0     |       |
| 1.ª                               | 2002          | 34            | 0     | -     | -             | -             | -                  | 34                 | 0     |       |
| 1.ª                               | 2003          | 28            | 0     | -     | -             | 12            | 1                  | 30                 | 1     |       |
| 1.ª                               | 2008          | 21            | 0     | 10    | 0             | -             | -                  | 31                 | 0     |       |
| 1.ª                               | 2009          | 36            | 1     | 2     | 0             | 8             | 0                  | 46                 | 1     |       |
| 1.ª                               | 2010          | 29            | 2     | 2     | 0             | 5             | 0                  | 36                 | 2     |       |
| 1.ª                               | 2011          | 30            | 0     | 0     | 0             | -             | -                  | 30                 | 0     |       |
| 1.ª                               | 2012          | 17            | 0     | -     | -             | -             | -                  | 17                 | 0     |       |
| Total club                        | Total club    | 310           | 6     | 14    | 0             | 25            | 1                  | 349                | 7     |       |
| Cruz Azul · México                |               |               |       |       |               |               |                    |                    |       |       |
| 1.ª                               | 2003-04       | 32            | 0     | -     | -             | 6             | 0                  | 38                 | 0     |       |
| 1.ª                               | 2004-05       | 29            | 3     | -     | -             | -             | -                  | 29                 | 3     |       |
| 1.ª                               | 2005-06       | 37            | 5     | -     | -             | -             | -                  | 37                 | 5     |       |
| Total club                        | Total club    | 98            | 8     | 0     | 0             | 6             | 0                  | 104                | 8     |       |
| Tigres UANL · México              |               |               |       |       |               |               |                    |                    |       |       |
| 1.ª                               | 2006-07       | 34            | 1     | -     | -             | -             | -                  | 34                 | 1     |       |
| Total club                        | Total club    | 34            | 1     | 0     | 0             | 0             | 0                  | 34                 | 1     |       |
| Veracruz · México                 |               |               |       |       |               |               |                    |                    |       |       |
| 1.ª                               | 2007-08       | 33            | 2     | -     | -             | -             | -                  | 33                 | 2     |       |
| Total club                        | Total club    | 33            | 2     | 0     | 0             | 0             | 0                  | 33                 | 2     |       |
| Celaya · México                   |               |               |       |       |               |               |                    |                    |       |       |
| 1.ª                               | 2014-15       | 9             | 1     | -     | -             | -             | -                  | 9                  | 1     |       |
| 1.ª                               | 2015-16       | 20            | 0     | 7     | 0             | -             | -                  | 27                 | 0     |       |
| 1.ª                               | 2016-17       | 7             | 0     | 3     | 0             | -             | -                  | 10                 | 0     |       |
| Total club                        | Total club    | 36            | 0     | 10    | 0             | 0             | 0                  | 46                 | 0     |       |
| Águilas Doradas · Colombia        |               |               |       |       |               |               |                    |                    |       |       |
| 1.ª                               | 2012          | 16            | 0     | -     | -             | -             | -                  | 16                 | 0     |       |
| 1.ª                               | 2013          | 42            | 0     | 1     | 0             | 6             | 1                  | 49                 | 1     |       |
| 1.ª                               | 2014          | 38            | 0     | 2     | 0             | 2             | 0                  | 42                 | 0     |       |
| 1.ª                               | 2017          | 28            | 0     | 3     | 0             | 2             | 0                  | 33                 | 0     |       |
| Total club                        | Total club    | 124           | 0     | 6     | 0             | 10            | 1                  | 140                | 1     |       |
| Total carrera                     | Total carrera | Total carrera | 651   | 17    | 30            | 0             | 41                 | 2                  | 722   | 19    |

### Selección
| Selección         | Año               | Amistosos | Amistosos | Eliminatorias Mundialistas | Eliminatorias Mundialistas | Copa América | Copa América | Copa de Oro | Copa de Oro | Total | Total |
| Selección         | Año               | PJ        | G         | PJ                         | G                          | PJ           | G            | PJ          | G           | PJ    | G     |
| ----------------- | ----------------- | --------- | --------- | -------------------------- | -------------------------- | ------------ | ------------ | ----------- | ----------- | ----- | ----- |
| Absoluta          | 2001              | 1         | 0         | 3                          | 0                          | 3            | 0            | --          | --          | 7     | 0     |
| Absoluta          | 2002              | 4         | 0         | --                         | --                         | --           | --           | --          | --          | 4     | 0     |
| Absoluta          | 2003              | 2         | 0         | 2                          | 0                          | --           | --           | 3           | 0           | 7     | 0     |
| Absoluta          | 2004              | 1         | 0         | 4                          | 1                          | --           | --           | --          | --          | 5     | 1     |
| Absoluta          | 2005              | 3         | 0         | 7                          | 1                          | --           | --           | --          | --          | 10    | 1     |
| Absoluta          | 2010              | 5         | 0         | --                         | --                         | --           | --           | --          | --          | 5     | 0     |
| Absoluta          | Total             | 16        | 0         | 16                         | 2                          | 3            | 0            | 3           | 0           | 38    | 2     |
| Total en Colombia | Total en Colombia | 16        | 0         | 16                         | 2                          | 3            | 0            | 3           | 0           | 38    | 2     |

### Resumen estadístico
| Competición           | Partidos | Goles | Promedio |
| --------------------- | -------- | ----- | -------- |
| Ligas                 | 651      | 17    | 0.03     |
| Copas nacionales      | 30       | 0     | 0.00     |
| Copas internacionales | 41       | 2     | 0.05     |
| Selección Colombia    | 38       | 2     | 0.05     |
| Total en su carrera   | 760      | 21    | 0.03     |

## Palmarés

### Campeonatos nacionales
| Título              | Club                   | Lugar    | Año  |
| ------------------- | ---------------------- | -------- | ---- |
| Torneo Finalización | Independiente Medellín | Colombia | 2002 |
| Torneo Finalización | Independiente Medellín | Colombia | 2009 |

### Copas internacionales
| Título       | Club               | Lugar    | Año  |
| ------------ | ------------------ | -------- | ---- |
| Copa América | Selección Colombia | Colombia | 2001 |